# 가미우케나군

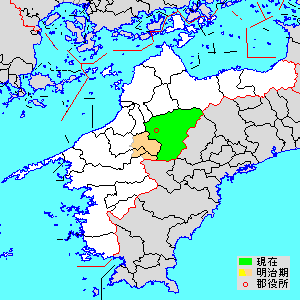
가미우케나 군의 위치

가미우케나군(일본어: 上浮穴郡, かみうけなぐん)은 일본 에히메현의 군이다.
인구 6,272명, 면적 583.69km², 인구밀도 10.7명/km².(2025년 3월 1일, 추계인구)
이하 1정으로 구성된다.
- 구마코겐정(久万高原町)

## 역사
- 2004년 8월 1일 - 구마 정, 미카와 촌, 오모고 촌, 야나다니 촌이 합병해 구마코겐 정이 되었다.
- 2005년 1월 1일 - 오타 정이 기타군 우치코 정, 이카자키 정과 합병해 새로운 기타 군 우치코 정이 성립, 군에서 이탈하였다.